# Polypodium pedicularifolium
Polypodium pedicularifolium là một loài dương xỉ trong họ Polypodiaceae. Loài này được Hoffm. mô tả khoa học đầu tiên năm 1795.
Danh pháp khoa học của loài này chưa được làm sáng tỏ. 